# Ślesin
Ślesin (deutsch Slesin, 1943–1945 Schlüsselsee) ist eine Stadt und Sitz der gleichnamigen Stadt- und Landgemeinde im Powiat Koniński der Wojewodschaft Großpolen in Polen.

## Gemeinde
Zur Stadt- und Landgemeinde gehören neben der Stadt Ślesin weitere 26 Ortsteile mit einem Schulzenamt.
| Biskupie (1943–1945 Bishagen) Bylew Głębockie Goranin Honoratka Ignacewo Julia Kępa Kijowiec | Kolebki Leśnictwo Licheń Stary Lubomyśle Marianowo Mikorzyn Niedźwiady Ostrowąż Piotrkowice | Pogoń Gosławicka Półwiosek Lubstowski (1943–1945 Halbenhof) Półwiosek Stary Różnowo Szyszyn Szyszyńskie Holendry Wąsosze Wygoda |

Weitere Ortschaften der Gemeinde sind:
| Biele Biskupie Sarnowskie Bylew-Parcele Dąbrowa Duża Dąbrowa Mała Florentynowo Głębockie Drugie Głębockie-Witalisów Goraninek Holendry Wąsowskie Honoratka-Władysławów | Kijowiec-Szyszynek Kijowiec-Ściany Kijowskie Nowiny Kolebki-Frąsin Kolebki-Ługi Konstantynowo Konstantynówek Lizawy Niedźwiady Małe Ostrowąż-Giętkowo | Ostrowąż-Kolonia Ostrowy Pogoń-Leśniczówka Pogoń Lubstowska Pogorzele Półwiosek Nowy Rębowo Różopole Sarnowa Sarnowa-Kolonia | Smolniki Polskie Smolniki Stanisławowo Szyszyn-Helenowo Szyszyn-Pole Szyszyn-Teodorowo Szyszynek Tokary Wierzelin Żółwiniec |